# Kunstfonds
Le Kunstfonds (Fonds Artistique) est un musée situé à Dresde, Allemagne. Sa collection fait partie des Collections Nationales de Dresde.
La collection du Kunstfonds comprend plus de 23 000 œuvres de tous les genres des beaux-arts, dont la peinture, la sculpture, l’art graphique, la photographie, l’artisanat d’art, l’art conceptuel, l’art vidéo, l’art de l’installation ainsi que l’art dans l’espace public. Les deux points forts du Kunstfonds sont l’importante collection d’art provenant de la RDA et l’ensemble exceptionnel d’art contemporain saxon. 
Ils sont maintenus à jour depuis 1992. Spécifiquement allouées par l’État de Saxe, les collections du Kunstfonds sont systématiquement complétées par les attitudes contemporaines. Ces deux collections offrent un aperçu spécifique de l’art du xxe siècle en Saxe jusqu’aujourd’hui. Le Kunstfonds présente sa collection sous forme d’expositions temporaires organisées à travers toute la Saxe. Grâce à des prêts, il est représenté dans de nombreux musées et expositions nationaux et internationaux.